# Toa Metru/Toa Hordika
Los Toa Metru/Toa Hordika son un grupo de personajes de ficción de la saga Bionicle. Ellos son los protagonistas de la saga 2004/2005 de Bionicle. El nombre "Toa Metru" se aplica a Metru Nui, la ciudad que los Toa Metru protegían, y Hordika, significa "mitad-Rahi" en el lenguaje Matoran.

## Historia
Dieciocho meses antes del Gran Cataclismo, la ciudad de Metru Nui fue atacada. El líder de la ciudad Turaga Dume fue secuestrado por el malvado Makuta Teridax que se hizo pasar por él como parte de su gran plan. Empezó a dar indicios

## Miembros

### Vakama
Toa Metru/Toa Hordika del Fuego y líder del equipo. Antes de convertirse en Toa, Vakama era un forjador de máscaras en Ta-Metru. Vakama tenía la sabiduría y el valor para ser un líder, pero era muy inseguro. Nokama lo animaba y le decía que creyera en s{i mismo. A veces, Vakama tenía extrañas visiones del futuro, que luego descubrió que serían la clave para salvar a la ciudad. Durante el Gran Rescate, Vakama se había vuelto muy confiado. 
Al transformarse en Toa Hordika, Vakama se culpó a sí mismo por lo que le había sucedido a sus hermanos, haciendo que perdiera la fe en sí mismo y se uniera a los Visorak.(Roodaka) No sería hasta volver a ser un Toa Metru que Vakama finalmente hallaría balance en su ego.

### Matau
Toa Metru/Toa Hordica del aire.Antes de convertirse en Toa, Matau era un hábil conductor de esal en Le-Metru.Se cree el más apuesto y hábil de los Toa, siempre confiado de sí mismo y que Nokama algún día le hará caso.
Al transformarse en Hordika es el que se comporta más maduro al final, el ayuda a Vakama a recordar quien es el y cual es su misión.

### Nuju
Toa Metru/Toa Hordica de hielo.Antes de convertirse en Toa el etudiaba las estrellas desde su torre en Ko-Metru. Trataba de predecir el futuro estudiando las estrellas.

### Nokama
Toa Metru/Toa Hordika del agua es muy compasiba con todos sus hermanos especialmente con Vakama, ella es una poderosa y sabia Toa aún en su forma turaga ayudó a Vakama en el gran rescate y participó especialmente con los rahaga cuando fueron a buscar a Keetongu. 
Al transformarse en Hordika siguió igual que siempre pero luego de un rato se hizo dudosa y empezó a decaer.

### Onewa
Toa Metru/Toa Hordika de piedra. Antes de convertirse en Toa él era un constructor en Po-Metru.
Es el inventor del kholi, un deporte practicado por los habitantes matoran de la isla de Mata-Nui.

### Whenua
Toa Metru/Toa Hordika de tierra. Antes de convertirse en Toa era un archivista en Onu-Metru. 
- Datos: Q9087963